# 鍾逸傑
鍾逸傑爵士，大紫荊勳賢，KBE，CMG，Hon. RICS，JP（Sir David Akers-Jones，1927年4月14日—2019年9月30日），香港前政府官僚，曾任職香港的英國殖民地官員，能操流利粵語，在港供職期間貢獻良多，官聲頗佳，並自1985年至1987年出任香港布政司。在1986年12月，時任港督尤德爵士在北京外訪期間突然病逝，鍾爵士曾因此自1986年12月至1987年4月出任署理香港總督一職。

## 生平

### 早年生涯
1927年4月14日生於英格蘭薩西克斯郡（Sussex），父親名華特·喬治，母親名桃樂絲·鍾斯。
鍾逸傑在1937年至1944年間入讀和芬高等學校（Worthing High School），之後自1944至1949年加入英印輪船公司（British India Steam Navigation Company）當學徒。再返回英國進修，並在1949年至1952年間入讀牛津大學青銅鼻學院修畢文學碩士學位。
在1953年至1957年，鍾逸傑獲英屬馬來亞的殖民地政府聘請，官至馬六甲亞羅牙也（Alor Gajah）民政署長，期間又學習閩南話和馬來語，並以閩南話取名為鍾逸傑。1957年馬來亞獨立，鍾逸傑偕家人抵達香港，先在港府主理物資供應兩年，然後被調往新界工作。

### 出仕香港

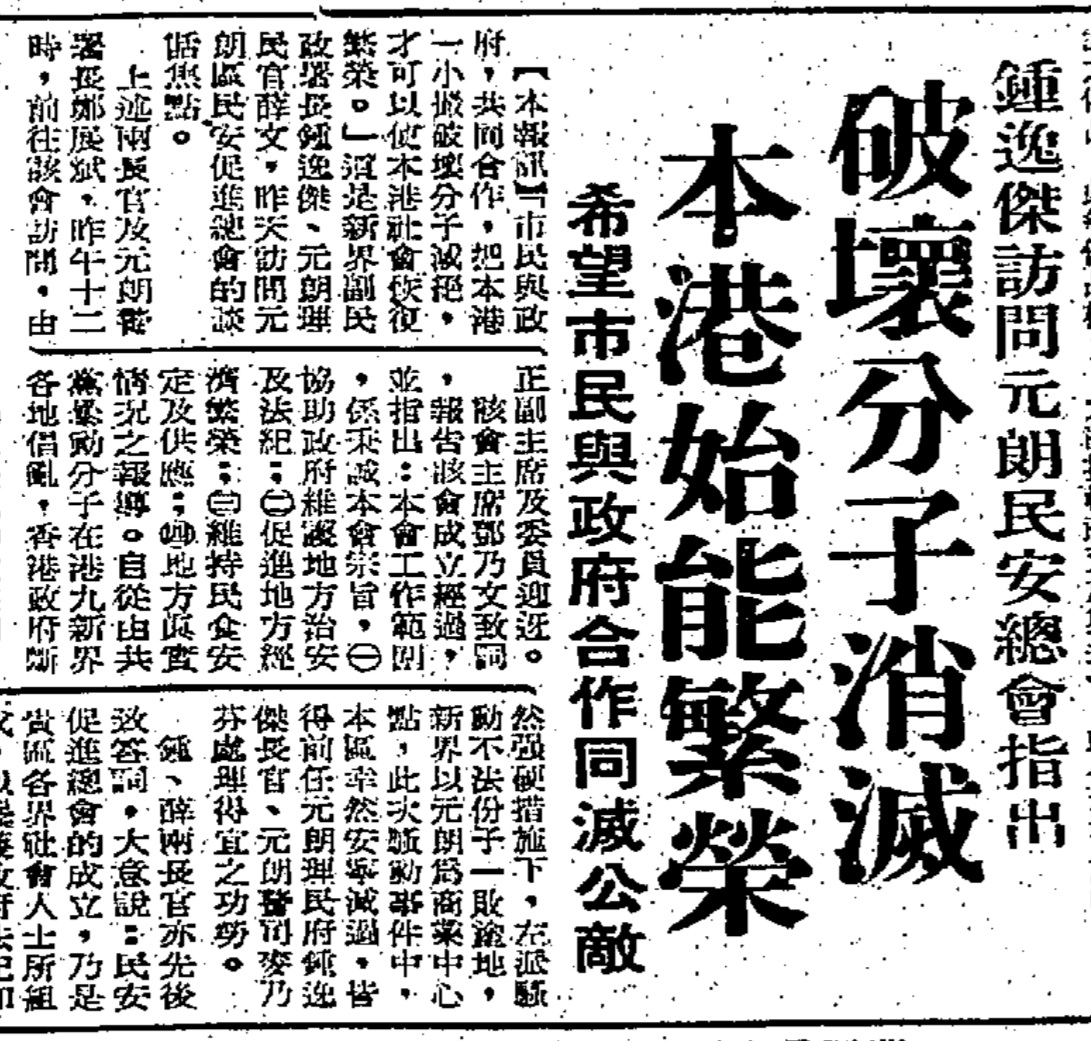
六七暴動期間的1967年8月10日中午，當時出任副新界民政署署長的鍾逸傑，與元朗理民官薛文、元朗警署署長鄭展斌拜訪元朗民安促進總會，與該會主席鄧乃文及元朗鄉紳舉行會談，討論維護元朗安全及警民合作打擊搗亂香港的左派份子，鍾逸傑在致詞時表示只有將一少撮左派破壞份子消滅，香港始能繁榮安定，市民要和政府及警方通力合作消滅公敵

鍾逸傑在新界初年曾先後在荃灣（1959-61年）、離島（1961-62年）和元朗（1962-67年）等地出任理民官，與新界鄉紳建立了良好關係。在1966年，他獲政府發往英國根德大學深造一年，修讀「比較地方政府學」榮譽博士學位，此後在1967年出任副新界民政署署長，隨後又轉任首席助理輔政司，主管土地和地政事務。在1973年，鍾逸傑以新界民政署署長的身份加入立法局，前後擔任議員達14年。
如上所述，鍾逸傑自1973年11月5日至1974年3月31日出任新界民政署署長；1973年經香港足球總會主席霍英東穿針引線，鍾逸傑以足總副主席身份出訪中國，是中华人民共和国成立后首名英屬香港政府官員到訪。其後在1974年4月1日改任新界政務司，開始興建沙田新市鎮，在任期間加快了新界新市鎮的發展。1978年獲委為行政局議員。在1981年12月1日，鍾逸傑又獲調任政務司，統領全港地方行政，並在地方試行代議政制，進行了第一屆區議會選舉。在1985年2月10日，他卸任政務司一職，四個月後於6月10日獲港督尤德爵士起用為布政司。
1986年12月5日，港督尤德爵士出訪北京期間突然病逝，鍾逸傑臨危受命，以布政司身份出任署理港督一職，至翌年2月11日離任布政司，但繼續出任署理港督直至衛奕信爵士來港就任第27任香港總督為止。在1987年4月9日衛奕信爵士上任後，鍾逸傑正式退出公務員體系，卻旋即被衛奕信爵士起用為其特別顧問六個月。另外，他又於1988年4月至1993年3月出任香港房屋委員會主席。

### 過渡時期
關於香港主權移交的事務上，中國政府在1993年4月至1997年委任鍾逸傑為港事顧問，又在1996年獲任命為選舉第一任行政長官的推選委員會委員。對於鍾逸傑接受中國政府的任命，令當時很多港人，包括居港的英籍人士大感失望，認為這是一種為其在香港的利益，是典型的「舊電池」，甚至是背離其祖國英國，轉投親中共陣營的表現，被指是「英奸」。

### 晚年生涯

鍾逸傑在2004年發行回憶錄，圖為英文版，由香港大學出版社出版。

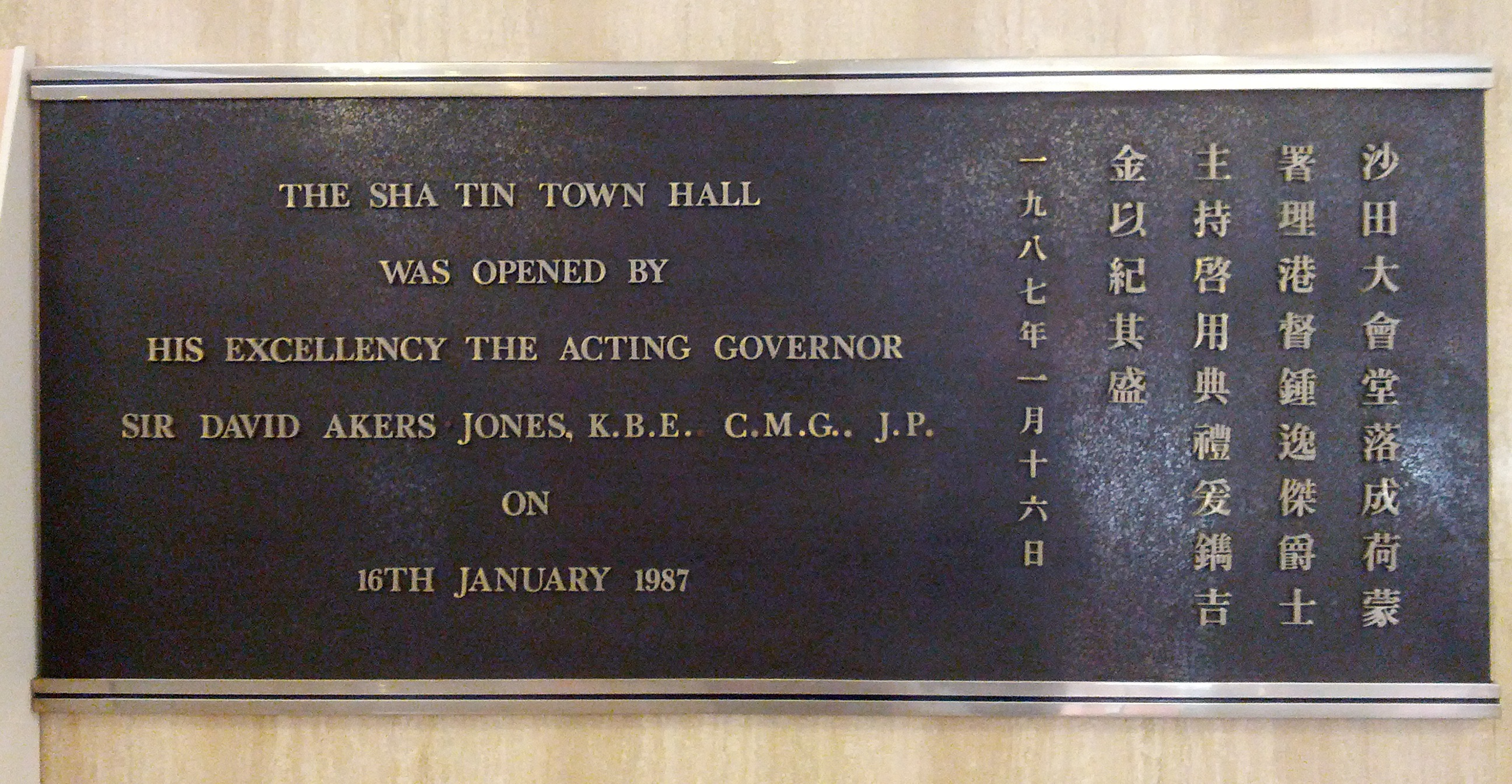
鍾逸傑爵士以署理港督身份在1987年1月16日主持沙田大會堂落成啟用儀式

鍾逸傑按政府慣例於六十歲退休，選擇留居香港，入住青龍頭附近的青山公路新居「龍景」。1994年創刊的新英文報紙《東快訊》以「看鍾逸傑如何買得起一幢便宜房子」為頭條（該房子後因青山公路擴建而遭拆卸，鍾遷九龍站Union Square上蓋物業）。
鍾逸傑爵士在香港主權移交後，支持香港高度自治，並就不同事務發表意見，例如他曾在1998年就區議會職能檢討和2014年佔領中環發生後發表意見。
2002年7月，因長期熱心參與公共及社區服務，表現卓越。自1987年從香港政府榮休後，仍然積極參與多項社區工作，為建設香港作出貢獻，獲香港特區政府頒授大紫荊勳章，儀式於同年10月12日在禮賓府舉行。
另外，鍾逸傑間中為《南華早報》撰寫文章，並不時就香港事務發表意見。於2004年的時候，鍾逸傑發行了他的回憶錄，名為Feeling the Stones，該書中文譯本是《石點頭─鍾逸傑回憶錄》，由陶傑翻譯。
2005年，鍾逸傑被立法會傳召，以解釋他在1970年代的愉景灣發展計劃所擔當的角色。事件起因源自香港迪士尼樂園開幕後，附近愉景灣的樓價急升，從而使原發展計劃被放棄一事遭到不少人的懷疑。根據當初的發展計劃，愉景灣是被明文規劃作度假用地，但後來發展的時候卻變成為豪華住宅用地，而當時鍾逸傑正任新界政務司，以致他一度備受外界質疑，認為他在規劃土地利用的事務上，有偏袒地產發展商之嫌。
鍾逸傑從商，曾是香港工商專業聯會會長，也曾任希慎興業獨立非執行主席。
2012年行政長官選舉期間，他支持梁振英參選。
2017年行政長官選舉，他為葉劉淑儀站台，出任其競選辦特別顧問。
鍾逸傑曾經患上腸癌，於2019年8月完成手术。

2019年9月30日，鍾逸傑爵士於伊利沙伯醫院逝世，终年92岁。

## 家庭
鍾爵士的夫人是鍾紫燕（Lady Jane Akers-Jones，本姓Spickernell，生於1928年3月8日），兩人於1951年9月在英國伯克郡完婚，並育有一子一女，惟兒子Simon已歿，女兒Bryony Amice生於1961年。鍾紫燕於1983年至1994年出任香港女童軍總監，是在任時間最長的總監。她在2002年因癌病去世，終年77歲。

## 榮譽
- C.M.G.（1978年）[1]
- K.B.E.（1985年）[1]
- J.P.（1988年6月22日）
- Hon. R.I.C.S.（1991年）
- 大紫荊勳章（2002年）[15]

### 其他公職
- 香港外展訓練基金主席（1988年－1995年）
- 香港外展訓練基金榮譽主席（1996年－2019年）
- 逸傑國際慈善基金會榮譽會長（1992年－2019年）
- 世界自然基金會香港分會理事
- 香港工商專業聯會會長
- 無止橋慈善基金主席
- 香港足球總會副贊助人
- 善心醫療基金信託委員會主席
- 香港科技大學顧問委員會榮譽委員
- 香港童軍總會新界拓展基金委員會創會會長（1980年7月－2019年）
- 香港攀山及攀登總會有限公司 （页面存档备份，存于）（前香港攀山總會有限公司）榮譽會長（1984年－2019年）

### 榮譽學位
- 民法學博士 （1987年，根德大學）
- 法律博士 （1988年，香港中文大學）
- 社會科學博士 （1993年，香港城市大學）